# 新生儿科
新生儿科是小兒科下面的一個子科，主要涉及新生儿特别是患病或早产新生儿的护理和救治。這些新生兒基本是早產嬰兒、低出生体重儿、宫内生长受限嬰兒、先天性障碍嬰兒以及敗血症嬰兒。異常的新生兒主要在新生儿重症监护病房救治。医学界早在1860年代就认识到婴儿死亡率较高，但直到新生儿重症监护水平的进步才导致現在婴儿死亡率显着下降。